# Ahmet Şahin (Fußballspieler, 1941)
Ahmet Şahin (* 1941 in Derepazarı; † 4. März 1994 in Istanbul) war ein türkischer Fußballspieler. Durch seine langjährige Tätigkeit für Beşiktaş Istanbul wird er mit diesem Verein assoziiert. Er war ein wichtiger Teil jener Beşiktaş-Mannschaft, die zum ersten Mal zweimal nacheinander die türkische Meisterschaft gewinnen konnte. Zu seiner aktiven Zeit als Fußballspieler war er unter dem Spitznamen Arap bzw. Arap Ahmet (dt.: Ahmet, der Araber) bekannt, einer üblichen türkischen Bezeichnung für dunkelhäutige Menschen. Bekannter war er unter seinem anderen Spitznamen. Da im Sommer 1972 bei Beşiktaş mit Ahmet Özacar ein weiterer Ahmet in den Mannschaftskader hinzukam und dieser bereits als Küçük Ahmet (dt.: Der kleine Ahmet) bekannt war, wurde Şahin fortan als der Büyük Ahmet (dt.: Der große Ahmet) bezeichnet.

## Spielerkarriere

### Verein
Die Anfänge von Şahins Karriere sind nicht eindeutig geklärt. Zwar wird ein Ahmet bis zum Sommer 1959 in der Nachwuchsmannschaft von İstanbulspor geführt, jedoch ist durch das Fehlen des Namens eine eindeutige Zuordnung nicht möglich. Mit der Saison 1959/60 befand er sich im Profikader von Istanbulspor. Zu dieser Zeit wurde im Frühjahr 1959 die Millî Lig eingeführt, die erste landesweit ausgelegte Liga der Türkei. Die erste Spielzeit wurde von Februar 1959 bis zum Juni 1959 ausgespielt und endete mit der Meisterschaft von Fenerbahçe Istanbul. Şahins Aufnahme in den Profikader von Istanbulspor entsprach dem Saisonstart der zweiten Spielzeit dieser Liga. Nachdem er die Hinrunde dieser Spielzeit ohne Pflichtspieleinsatz nur ein Reservistendasein fristete, wurde er in der ersten Partie der Rückrunde, der Partie vom 30. August 1959 gegen Kasımpaşa Istanbul, von Spielbeginn an eingesetzt und erzielte in der 5. Minute sein erstes Erstligator. Fortan gehörte er zu den oft eingesetzten Spielern und absolvierte 15 der möglichen 19 Ligaspiele seiner Mannschaft. In seiner zweiten Saison steigerte er seine Einsätze auf 20 Ligaspiele. Die dritte Saison absolvierte er nur die Partie vom ersten Spieltag. Mit der Saison 1962/63 eroberte er sich einen Stammplatz und etablierte sich allmählich als Leistungsträger. In der Spielzeit 1964/65 wurde er mit acht Ligatoren der erfolgreichste Torschütze seiner Mannschaft und einer der erfolgreichsten der Saison.
Seine steigende Performance der letzten Spielzeiten führten dazu, dass sich mehrere Vereine für Şahin interessierten. So stellte ihn sein Verein gegen eine Ablösesumme von 85.000 türkischer Lira zum Verkauf aus. Nachdem der damalige Präsident von Beşiktaş Istanbul, Hakkı Yeten, von Şahins Qualitäten als Rechtsaußen überzeugt war, schaltete sich sein Verein in die Transferverhandlungen ein und einigte sich schnell mit Spieler und dessen Verein. Schließlich unterschrieb der Klub mit Şahin Mitte Juli 1965 einen Zweijahresvertrag und zahlte diesem für die zwei Jahre ein Gehalt von 40.000 türkischer Lira. Bei seinem neuen Verein machte er laut Fachpresse bereits in der Saisonvorbereitung den besten Eindruck unter den vorhandenen Stürmern. Mit seinem neuen Verein konnte er den vorsaisonal gespielten Pokal des Türkischen Sportjournalisten-Vereins holen. Im Saisonverlauf avancierte er zu dem erfolgreichsten Torjäger seiner neuen Mannschaft und bildete mit seinen Sturmpartnern Ahmet Özacar, Yusuf Tunaoğlu, Sanlı Sarıalioğlu und Faruk Karadoğan eines der erfolgreichsten Offensivgespanne der Liga. Seine Mannschaft beendete die Spielzeit mit einem Sechs-Punkte-Vorsprung gegenüber dem Zweitplatzierten Galatasaray Istanbul als türkischer Meister. Şahin war mit 16 Ligatoren maßgeblich an diesem Erfolg beteiligt und erneut einer der erfolgreichsten Torschützen der Liga. Mit seinem Team holte Şahin in dieser Spielzeit noch den Spor-Toto-Pokal. Nach dieser Saison spielte Şahin zwar drei weitere Spielzeiten für Beşiktaş, jedoch blieb er teils krankheitsbedingt und teils seines Lebensstils wegen bei immer acht bis neun Spieleinsätze je Saison.
Nachdem Şahin zuletzt bei Beşiktaş keine Rolle in den Kaderplanungen gespielt hatte, wechselte er im Sommer 1969 zum Ligarivalen und Aufsteiger Samsunspor. Bei diesem Klub spielte er die nachfolgenden zwei Spielzeiten lang. Im Sommer 1971 wechselte er zum Drittligisten und Verein seiner Heimatprovinz Rize, zu Rizespor. Hier spielte er mindestens bis zum Sommer 1972.

### Nationalmannschaft
Şahin wurde im November 1965 vom Nationaltrainer Puppo Sandro im Rahmen eines Qualifikationsspiels der Weltmeisterschaft 1966 gegen die tschechoslowakische Nationalmannschaft zum ersten Mal für das Aufgebot der türkischen Nationalmannschaft nominiert und gab in dieser Begegnung sein A-Länderspieldebüt. Anschließend fand er keine Berücksichtigung mehr.

## Erfolge
Beşiktaş Istanbul
- Türkischer Meister: 1965/66, 1966/67
- Türkischer Pokalfinalist: 1965/66
- Präsidenten-Pokalsieger: 1966/67
- TSYD-Istanbul-Pokalsieger: 1965/66
- Spor-Toto-Pokalsieger: 1965/66, 1968/69, 1969/70